# Toregöl (Lemnhults socken, Småland)
Toregöl är en sjö i Vetlanda kommun i Småland och ingår i Emåns huvudavrinningsområde.